# Šiluva
Šiluva (polj. Szydłów, Szydłowo) je gradić u središnjoj Litvi, u Samogitiji, smješten na samom sjeveru Kaunaskog okruga. Prema popisu stanovništva 2021. imao je 530 stanovnika. Poznat je kao katoličko marijansko svetište i hodočastilište. Zaštićen je kao spomenik urbanizma (lit. urbanistikos paminklas).
Uz baroknu crkvu, u mjestu se nalazi i Bazilika Rođenja Blažene Djevice Marije (građena 1760.–1775.) te Kapela ukazanja Djevice Marije, posvećena Marijinu ukazanju 1608. godine. U mjestu djeluju i srednja škola, područni odjel Umjetničke škole Raseiniai, kulturni centar i knjižnica.

## Ukazanje
Zapadnim raskolom Šiluva je tijekom XVI. st. postupno gubila svoj dotadašnji katolički identitet te je stanovništvo postalo pretežno kalvinističko. Jednog ljetnog dana 1608. nekoliko je djece-pastira igrajući se izvan mjesta ugledalo uplakanu mladu ženu s djetetom u naručju na obližnjoj stijeni. Otrčala su pastoru koji je došao do tog mjesta i na pitanje „Zašto plačeš?” dobio ženin odgovor:
 Marija je pri tome mislila na negdašnju katoličku crkvu koja je prije kalvinizma stajala na tomu mjestu. Njezino postojanje potvrdio je mjesni slijepac, koji je osamdesetak godina prije pomogao zadnjemu župniku, ocu Holubki, zakopati škrinju s liturgijskim posuđem i dragocjenostima pokraj stijene ukazanja. Dolaskom na to mjesto, vid mu se čudesno vratio i pokazao je na mjesto ukopa, na kojemu je iskopna škrinja sa slikom Bogorodice s Djetetom, nekoliko zlatnih kaleža, misnim ruhom, crkvenim i inim ispravama. Slika je trajno pohranjena u bazilici Rođenja Blažene Djevice Marije i od tada se časti kao Čudotvorna Gospa Šiluvska. Desetak godina od ukazanja, više od 11 tisuća vjernika sudjelovalo je u euharistijskom slavlju na mjestu ukazanja.
Nakon dugotrajnoga biskupijskog istražnog postupka, papa Pio VI. odobrio je pobožnost Gospi Šiluvskoj. Autentičnost ukazanja potvrdio je dekretom 17. kolovoza 1775. godine.

## Vanjske poveznice
|  | Zajednički poslužitelj ima još gradiva o temi Šiluva |